# 比川

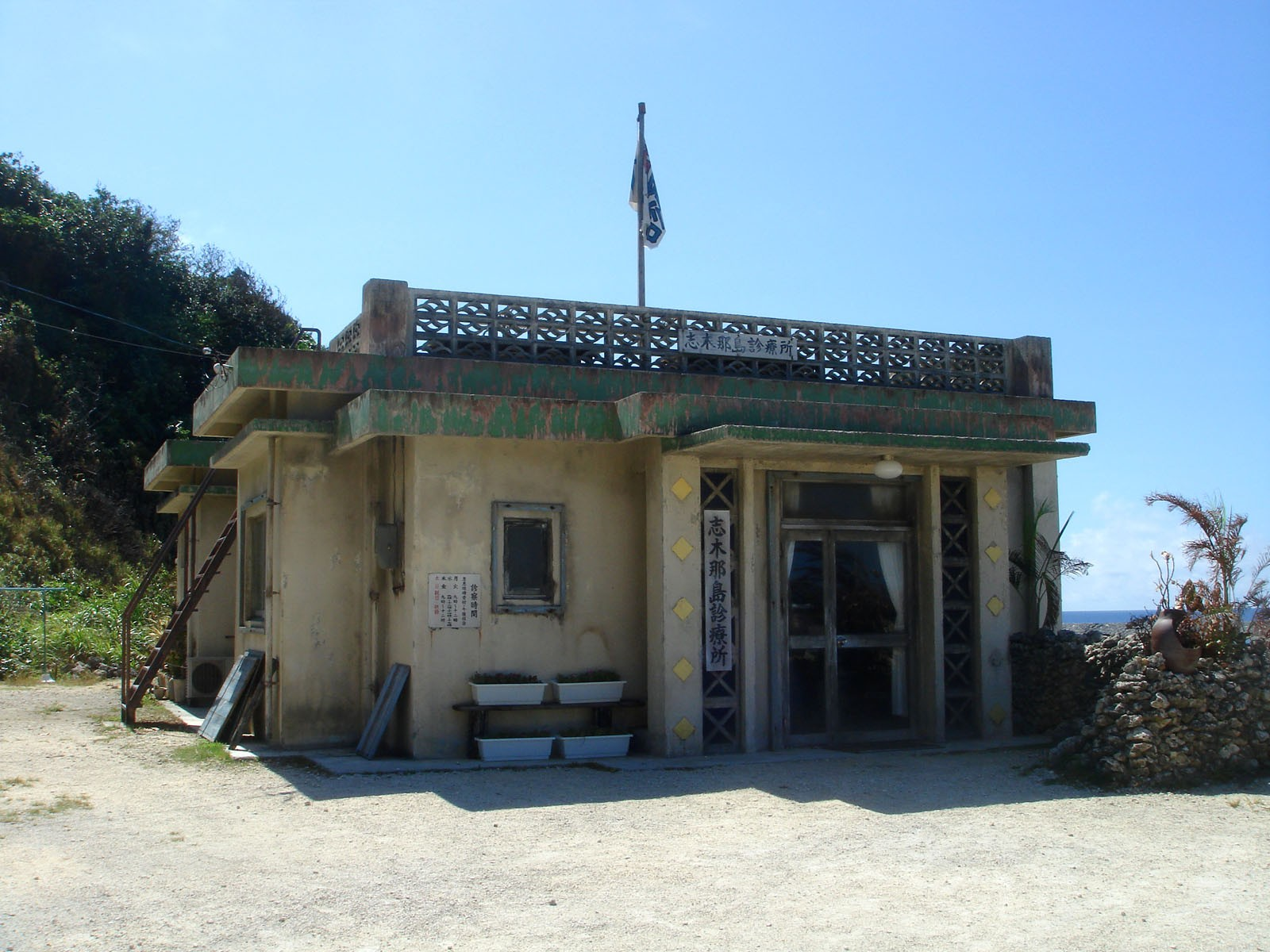
テレビドラマ「Dr.コトー診療所」のオープンセット

比川（ひがわ）は日本の南西諸島、沖縄県八重山郡与那国町の地名。小字としての「比川」という地名は「字与那国」の一部となっている。
与那国島南部の集落。久部良岳の南側に開けており、与那国馬の放牧地やクルマエビの養殖場、製塩工場などが点在する。集落の規模は北部の祖納や西部の久部良に比べると小規模であるが、近年になってフジテレビのドラマ「Dr.コトー診療所」のロケ地に選ばれオープンセットが公開されたことで観光客が増加している。
2002年より、神奈川県出身で当地に移住した陶芸家・山口和昇の呼びかけで「比川音楽祭」が開催されている。

## 名所・旧跡・施設
- 離島振興総合センター
- 与那国町立比川小学校
- テレビドラマ「Dr.コトー診療所」オープンセット